# Audio over IP
Audio over IP (AoIP) là sự phân phối của âm thanh số qua mạng IP như Internet. Nó đang được sử dụng ngày càng nhiều để cung cấp nguồn cấp dữ liệu âm thanh chất lượng cao qua các khoảng cách dài. Ứng dụng này còn được gọi là phân phối âm thanh qua IP (ACIP) dựa trên đóng góp chương trình do các phóng viên thực địa và các sự kiện từ xa thực hiện. Chất lượng âm thanh và độ trễ là những vấn đề chính của các liên kết đóng góp.
Trước đây, các liên kết này đã sử dụng các dịch vụ ISDN, nhưng ngày càng trở nên khó khăn hoặc tốn kém để có được ở một số khu vực của Châu Âu và đang được loại bỏ ở những nơi khác. Nhiều hệ thống độc quyền đã ra đời để vận chuyển âm thanh chất lượng cao qua IP dựa trên TCP, UDP hoặc RTP. Một chuẩn tương thích đối với audio over IP sử dụng RTP đã tồn tại.
Trong một tòa nhà hoặc một địa điểm âm nhạc, âm thanh qua Ethernet (AoE) có nhiều khả năng được sử dụng thay thế, tránh việc nén dữ liệu âm thanh, và trong một số trường hợp đóng gói IP.